# Kvidinge kyrka
Kvidinge kyrka är en kyrkobyggnad i Kvidinge i Åstorps kommun. Den tillhör Kvidinge församling i Lunds stift.

## Kyrkobyggnaden
Kyrkan, som rymmer 600 personer, uppfördes 1884–1886. Den ersatte en medeltida romansk absidkyrka från 1100-talet. Nuvarande kyrka är en korskyrka byggd i nyromansk stil. Från föregående kyrka har man använt delar av tornet, byggt 1788–1790. Dessutom finns flera mindre torn på kyrkan. Vid bygget har man utgått från samma grundplan som Caroli kyrka i Malmö. Kyrkan består av långhus, tvärskepp och kor. Invändigt har den renoverats 1926, 1966 och 2014. Renoveringen 2014 omfattade invändig ommålning, upprustning av ljuskronor och insättning av en ny ljudanläggning.
Församlingshemmet är sedan 1959 inrymt i Gyllenbielkeska hospitalet som byggdes 1729. Där finns även ett hembygdsmuseum.

## Inventarier
- Mårten Eskil Winge har målat altartavlan 1886. Motivet är Jesu möte med de båda lärjungarna i Emmaus (Lukas 24:13-35).
- I norra tvärskeppet finns den gamla altaruppsatsen gjord av Gustav Kilman 1708-09.
- Dopfunten tillverkades 1886 och består av en snidad ängel i trä som bär upp dopfatet.
- I kyrkan finns fyra huvudbaner (begravningsvapen) med anknytning till det närbelägna Tommarps kungsgård.
- Kyrkans huvudorgel är byggd av Rasmus Nilson, Malmö, 1866. Den ombyggdes 1886.
- I tornet hänger tre klockor. Storklockan är från 1494, mellanklockan från 1747 och lillklockan från 1737.
- Inventarier från den gamla kyrkan finns på Lunds universitets historiska museum.

### Orgel
- 1886 byggde Rasmus Nilsson, Malmö en orgel med 22 stämmor.
- Den nuvarande orgeln byggdes 1966 av Herman Eule, Bautzen, DDR och är mekanisk.

| Huvudverk I         | Svällverk II      | Pedal        | Koppel |
| Quintatön 16´       | Gedackt 8´        | Subbas 16´   | I/P    |
| Prinzipal 8'        | Spetsgamba 8'     | Oktavbas 8'  | II/P   |
| Rörflöjt 8'         | Prinzipal 4'      | Oktava 4'    | II/I   |
| Oktava 4'           | Rörflöjt 4'       | Nachthorn 2' |        |
| Spetsflöjt 4'       | Oktava 2'         | Basun 16'    |        |
| Quinta 2 2/3'       | Quinta 1 1/3'     | Skalmeja 4'  |        |
| Oktava 2'           | Scharff 3 chor    |              |        |
| Sesquialtera 2 chor | Krummhorn 8'      |              |        |
| Mixtur 5 chor       | Crescendosvällare |              |        |
| Trumpet 8'          |                   |              |        |

#### Kororgel
Den nuvarande mekaniska kororgeln är troligen tillverkad under senare delen av 1800-talet. Orgeln renoverades 1974 av Anders Persson Orgelbyggeri, Viken.
| Manual       |
| Gedakt 8'    |
| Täckflöjt 4' |
| Principal 2' |